# 戸出町
戸出町（といでまち）は、かつて富山県西礪波郡にあった町。1966年（昭和41年）2月10日、高岡市に編入合併された。現在の高岡市戸出地区。

## 歴史
陸路での大量の物品運搬が困難だった時代、庄川の本流だった千保川の水運は砺波の大動脈だった。また、中世以降北陸道の主道として栄えた上使街道は高岡開町の後も多くの人の往来があった。
そんな千保川と上使街道が交わる要衝の地に発展の可能性を見い出した礪波郡下中条村の十村の川合又右衛門は、1617年（元和3年）にこの地の新開を加賀藩に願い出て許可を得た。
江戸時代初期、砺波平野平野部の開墾が盛んに行われたが戸出地区は砺波平野平野部において最も歴史の古い町である。戸出開町の後、出町、福野、福光、津沢の順に砺波平野平野部に他の町が成立していった。
その後、戸出地区では六斎市（毎月、2、7、12、17、22、27日に行われる市）が開催され町として形態を整えた。だが高岡の町に近かったこともあり市は次第に廃れていった。
1635年（寛永12年）頃より苧麻を原料とした麻の生産が盛んになった。以降、麻は戸出地区の特産品として知られるようになった。1654年（承応3年）には、当時、礪波郡で最大規模の戸出御蔵が置かれた。また、福光道、加賀街道、井波道、城端道、上使街道の宿場町としても栄えた。
2003年（平成15年）の戸出古戸出遺跡発掘の際には8世紀後半〜9世紀頃の土師器、須恵器が見つかっており平安時代にはこの地域に集落が存在していたことがわかっている。延喜式・小野宮年中行事等平安時代の書物に、胡麻油が越中の特産品だった旨の記載があることからその頃当地でも胡麻油の生産が盛んであったと推測される。
また奈良時代の東大寺領荘園「杵名蛭村」が戸出市野瀬近辺に存在したとする学説も発表されている。

### 年表
- 1889年（明治22年）5月25日 - 町村制の施行により、戸出村、古戸出村、中之宮村、狼村、市野瀬村及び市野瀬新村の区域をもって、戸出町が発足する。
- 1951年（昭和26年）4月1日 - 西礪波郡小勢村の区域の内、大字伊勢領の区域を編入する[1]。面積5.94 km2[2]
- 1954年（昭和29年）1月15日 - 西礪波郡戸出町、醍醐村、是戸村及び東礪波郡北般若村が合併して、西礪波郡戸出町が発足する。
- 1966年（昭和41年）2月10日 - 高岡市に編入する。高岡市戸出地区となる。
- 1970年（昭和45年） - 春日機械工業団地が造成される。
- 1974年（昭和49年） - 高岡銅器団地が造成される。
- 1975年（昭和50年） - 6丁目が開町する。
- 1998年（平成10年） - 7丁目が開町する。
- 1999年（平成11年） - 高岡オフィスパークが開設される（北般若）。

## 町章
戸出町の町章は「戸」の文字と桜の花びらを図案化したものである。桜の名所として近隣に知られた戸出公園の桜を意識してデザインされたと考えられる。1966年2月10日に高岡市になるまで使用された。現在、毎年7月6日に行われる戸出七夕まつりの民謡踊り街流しの際に、この町章がデザインされた浴衣が着用されている。

## 地名の由来
- 1614年頃の越中古地図には「灯油田」という村名が残っている。古来、「戸出」は「灯油田」と書かれていたということである。
- この地で灯油（荏胡麻油、胡麻油、菜種油）の生産が盛んであったために、この名がついたと考えられている。現在当地では菜種油が生産されているが、菜種油の生産が日本全国に普及したのは江戸時代中期であり、地名の由来となったのは胡麻油か荏胡麻油であろう。戸出地区近辺には灯油にまつわる地名が他にもみられる。砺波の「油田」や醍醐の「油屋」などが一例である。このことから、かつては、この一帯ではかなりの広範囲にわたり灯油の生産が行われていたと考えられている。
- 「灯油田」が「戸出」と表記されるようになったのは川合又右衛門が加賀藩より受けた「戸出野開きの御印」に起因する。「『戸』を『出』でて『野』を拓く」との思いと込めこの文字を当てたと考えられている。

## 歴代町長
旧戸出町時代
出典→
1. 吉田仁平（1889年5月25日 - 1889年11月24日）
2. 菊池七造（1890年2月22日 - 1892年2月6日）
3. 菊池初三郎（1892年4月9日 - 1893年9月25日）
4. 矢後九郎兵衛（1893年12月14日 - 1895年6月18日）
5. 大木助次郎（1895年7月19日 - 1897年1月8日）
6. 梧堂七造（1897年3月10日 - 1898年6月20日）
7. 石倉甚造（1898年7月6日 - 1902年12月17日）
8. 菊池敏雄（1903年1月13日 - 1915年12月18日）
9. 吉田養五郎（1916年1月11日 - 1923年7月30日）
10. 永田政俊（1923年8月2日 - 1923年11月30日、職務管掌）
11. 浅田伝三郎（1923年12月4日 - 1927年12月5日）
12. 吉江粂次郎（1928年3月16日 - 1932年3月15日）
13. 矢後清一郎（1932年4月9日 - 1936年4月17日）
14. 吉田仁平（1936年4月8日 - 1940年5月5日）
15. 今井栄次郎（1940年6月19日 - 1944年6月28日）
16. 吉田仁平（1944年7月4日 - 1946年7月9日）
17. 大居良平（1946年9月5日 - 1954年1月14日、北般若村出身）

戸出町（第二次）発足後
出典→
1. 大居良平（1954年2月21日 - 1955年4月2日、富山県会議員当選のため辞職）
2. 矢後孫次（1955年4月14日 - 1962年3月7日、在任中に死亡）
3. 清都兵次郎（1962年4月18日 - 1966年2月9日、高岡市へ合併のため失職）

## 経済
- 明治時代より繊維産業が発展。春日機械工業団地、高岡銅器団地、戸出工業団地を中心に製造業が発展。
- 国道156号沿いには大型小売店が進出している。
- 富山県の商品開発の出先機関である富山県総合デザインセンターがある。

### 娯楽
1960年（昭和35年）の戸出町には以下の映画館が存在した。
- 戸出中央劇場

## 教育
- 高岡法科大学
- 富山県立高岡南高等学校
- 高岡市立戸出中学校
- 高岡市立戸出東部小学校
- 高岡市立戸出西部小学校

## 交通

### 鉄道
城端線
- 戸出駅

### 道路
一般国道
- 国道156号

主要地方道
- 富山県道9号富山戸出小矢部線
- 富山県道40号高岡庄川線
- 富山県道66号高岡砺波線

一般県道
- 富山県道252号戸出高岡線
- 富山県道253号戸出停車場線
- 富山県道276号西中大滝線
- 富山県道353号西部金屋戸出線

## 特産品
- チューリップ（球根） - 主に是戸で生産される。
- 菜種油 - 食用油の一種。戸出地区の菜の花は有名。
- かぶら寿司 - 蕪で鰤の塩漬けを挟んで発酵させた熟寿司の一種。
- 剣鍔文様付き円型きんつば - 剣鍔文様がついたきんつば。全国的に珍しい。
- 戸出うどん - 戸出地区特産のうどん。

## 祭事・催事

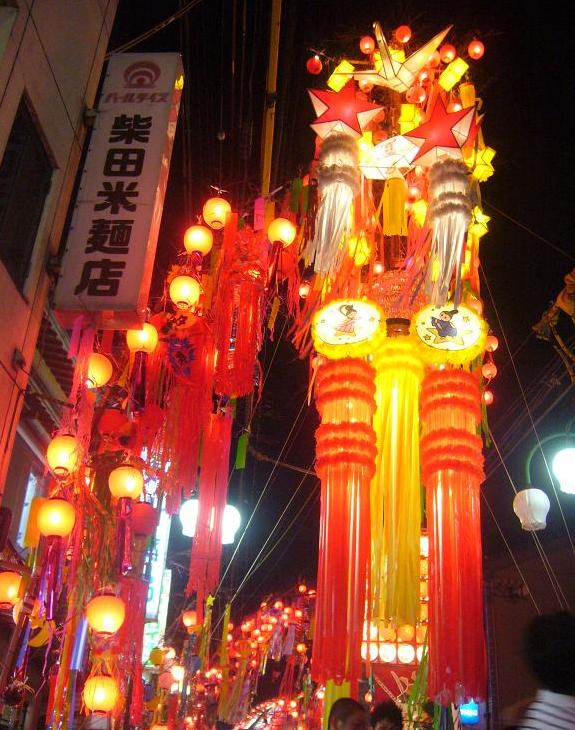
七夕竹飾りの本数では日本一の規模を誇る戸出七夕まつりの夜景

- といで菜の花フェスティバル - 4月29日に行われる。
- 戸出七夕まつり - 7月3日 - 7月7日。竹飾りの本数3,000本は日本一である。
- 幌武者行列 - 元禄文化を高岡市で唯一とどめる祭り。

## 名所・旧跡
- 御旅屋門 - 加賀藩三代藩主・前田利常が鷹狩りの宿として造営した「御旅屋」の正門。
- 戸出御旅屋跡 - 現在も御膳水井戸と樹齢約380年の高野槇が残る。
- 戸出御蔵跡 - 江戸時代における砺波郡の最大の御蔵の跡。
- 夕顔塚（尾崎康工句碑） - 戸出中学校には尾崎康工の銅像がある。
- 駒繋ぎの松 - 木曾義仲にまつわる伝説が残る。
- 駒かけの松 - 木曾義仲にまつわる伝説が残る。
  - 戸出地区には木曾義仲にまつわる伝説の他にも、巴御前にまつわる伝説も残っており、巴御前は大清水の村娘だったという伝承がある。上記の「駒繋ぎの松」と「駒かけの松」の記事も参照されたい。
- 戸出駅 - 1897年に建築の駅舎は福野駅と並び富山県内で最も古い。
- 戸出大仏 - 石造大仏としては富山県の中で最大。富山四大大仏のひとつ。
- 戸出公園 - 桜の名所として近隣の村々に知られていた。
- 戸出野神社 - 大鳥居は伏木の廻船問屋の寄進によるもの。
- 増仁神明社 - 廃村となった後、宮だけが残った珍しい神社。

## 現在の戸出地区

### 地域の特色
- 全域を通して平地である。東には隣接する中田地区との境界になっている庄川が流れている。
- 中心部は戸出地区のほぼ中央部にある。主に商業地及び住宅地として利用される。商業地は現在では富山県道353号西部金屋戸出線沿いの国道156号よりも東側や富山県道253号戸出停車場線沿いに広がっている。
- 1960年代までは富山県道353号西部金屋戸出線沿いの国道156号よりも西側にも商店街が広がっていたが、現在、商店がほとんどない。
- 住宅地は戸出地区全体に広がっている。特に戸出町7丁目は平成になってからできた新しい住宅地である。また、戸出町4丁目、戸出町5丁目には一部水田や散居村が残っているが開発が進み住宅地となりつつある。
- 醍醐地区は戸出地区の北西部一帯を指す。水田地帯で、須田・後正寺・横越下集落には塊村もみられるがおおむね全般的に散居村を形成している。春にはチューリップの栽培が行われるが、最盛期と比べるとチューリップの球根を出荷する農家はとても少なくなった。同じ高岡市の福岡地区、砺波市の高波地区と隣接する。餅も醍醐地区の特産品である。
- 是戸地区は戸出地区の南西部一帯を指す。ほぼ全域に散居村が広がる水田単作地帯である。カントリーエレベーターと呼ばれる戸出地区の米作基地がある。チューリップ栽培を行う農家も多く、富山県有数のチューリップ球根生産地域でもある。地区内に高岡市立戸出中学校、国内有数の工作機械メーカー「キタムラ機械」がある。砺波市に隣接。
- 北般若地区は戸出地区の東部一帯を指す。集村・塊村と散居村が混在する水田地帯であり、地域には高岡法科大学や高岡オフィスパークがある。砺波市、同じ高岡市の中田地区に隣接する。

### 市街地域
市街地域は、町制施行前の戸出、古戸出、中之宮の3村の領域からなる。
東町（ひがしまち）
町並みの東に位置することからこの名がついた。現在の1丁目 - 2丁目の一部。戸出駅などがある。
秋葉町（あきばちょう）
1949年（昭和24年）5月1日、町を大火が襲った。その後、1952年（昭和27年）、火防の神として知られる秋葉大権現を勧請し、町名を「東横町」から「秋葉町」に改めた。東町の北。北町の東に位置する。現在の2丁目の一部。
御蔵町（おくらまち）
加賀藩の戸出御蔵の東側に開かれた町。現在は当時の御蔵はない。東町の南。年配の人の中には、古い呼び名である「御蔵横町（おくらいよこちょう）」と呼ぶ人もいる。現在の2丁目の一部。
巴町（ともえまち）
町名の由来は「巴御前は大清水村の村娘だった」という戸出地区の民間伝承と関連するとする説もある。元禄時代より続けられている幌武者行列では巴町の子供が巴御前に扮して町をねり歩く。旧国道156号の東側に位置する。東町から見て西、本町から見て東にある。現在の2丁目の一部。
寺町（てらまち）
戸出開町の祖である川合家の菩提寺である永安寺があるためにこの名がついた。本町より移転された御旅屋門がある。ファミリープラザハニーがあった辺り。巴町の南。ハニー開店以前、バス停の名は「戸出ハニー前」ではなく「戸出寺町」であった。現在の2丁目の一部 - 3丁目の一部。
馬場町（ばんばまち）
千保川の番屋があったといわれておりその「番屋」が訛って「馬場」となったと考えられている。寺町の南。現在の2丁目の一部 - 3丁目の一部。馬場町、寺町の東側には当時に庄川の本流でもあった千保川が流れていた。そしてここには大きな船着場があった。また、この地に馬場があったためとする説もある。馬場町で代々馬を生産してきた澤田家では1863年（文久3年）に馬頭観音像を安置したものが現在にまで残っている。
北町（きたまち）
町並みの北に位置することからこの名がついた。巴町の北。JAの支店や会館などがある。現在の2丁目の一部 - 3丁目の一部。
本町（ほんまち）
町並みの中央に位置することからこの名がついた。「戸出の四つ角」から西側が本町となる。巴町の西。「戸出の四つ角」にある石田薬局 - 北陸銀行 - 戸出野神社参道までのところに、戸出開町の祖である川合家の屋敷及び加賀藩の御旅屋があった。現在の3丁目の一部。
新田町（しんでんまち）
新田才許（加賀藩より新田を開墾するよう命じられた役職）が新たに開墾した「新田嶋」という地名からとって「新田町」とした。本町の西。国道156号の東側。現在の3丁目の一部。
富久町（ふくまち）
新田町の南。戸出野神社の西側。年配の人の中には、古い呼び名である「南町（みなみちょう）」と呼ぶ人もいる。現在の3丁目の一部。
古中東町（ふるなかひがしまち）
「古中」という名称は昔の村名の頭文字に由来するものである。元々は、上使街道をはさみ、北は旧中之宮村、南は旧古戸出村であり、別々の自治組織があった。1948年（昭和23年）頃、自治上の不便を解消するためにこれを1つにして「古中」とした。さらに、古中の東に位置するのでこの町名となった。国道156号の西側。現在の4丁目の一部。
古中中町（ふるなかなかまち）
古中の中央に位置するのでこの町名となった。現在の4丁目の一部。
古中西町（ふるなかにしまち）
古中の西に位置するのでこの町名となった。現在の5丁目。

### 市街地域の地名変遷
1966年以前は、「戸出町」以下に1889年の町制施行前の旧村名、大字名、地番を付していた。古い家の表札には今でも下のような住所で書かれていることがある。
```
西砺波郡戸出町戸出字御灯淵○○番地
```

1966年、高岡市への編入合併に伴い変更され、下のようになる。
```
高岡市戸出町戸出字御灯淵○○番地
```

1971年、市街地域（戸出、古戸出、中之宮の3地域）を1丁目から5丁目までを以下のように割り振り、現在に至っている。なお、6丁目と7丁目は歴史の項目にある通り、これ以降に開町している。
```
高岡市戸出町2丁目○番×号
```

現在の地名（丁目）は以下の通りである。
- 1丁目：JR城端線の東側地域。
- 2丁目：JR城端線から旧・国道156号までの地域。
- 3丁目：旧・国道156号から国道156号線（バイパス）までの地域。
- 4丁目：国道156号（バイパス）から馬市川まで。
- 5丁目：馬市川の西側地域。古中西町の地域。

### 市街地域以外
- 市街地域以外の戸出地区としては、狼、市野瀬、市野瀬新、伊勢領集落がある。
- 伊勢領は比較的人家はばらけているが庄川扇状地の湧水地帯の北側にあるために散居村ではなく塊村となっている。
- 狼、市野瀬は千保川左岸自然堤防である微高地上に成立した集落である。狼、市野瀬集落の東側、北般若地区春日集落までの間には人家のない田園地帯が広がっているが、これは江戸時代中期まで庄川の本流として流れていた千保川の川床の名残である。
- 市野瀬新は1685年（貞享2年）に市野瀬集落の東に拓かれた集落である。